# السياسة البيئية في لبنان
يتبع لبنان نظام حكم برلماني، يقوم على رأس هذا النظام رئيس ورئيس وزراء ومجلس وزراء يتم اختيارهم من خلال عملية انتخابية. تضم الحكومة اللبنانية مكاتب الرئيس ورئيس البرلمان ورئيس الوزراء، بالإضافة إلى 23 وزارة حكومية تستمد سلطتها من السلطة التنفيذية للحكومة. يمنح هذا النظام كل وزارة مسؤولية وضع القوانين واللوائح ذات الصلة بمجال اختصاصها، ومهامها في الإشراف على تنفيذ القوانين المقترحة. يقع تخطيط السياسة البيئية ضمن اختصاص وزارة البيئة. تتصدى وزارة البيئة لتغير المناخ واستدامته في تخطيط سياستها، وهي وحدها المسؤولة عن إصدار قوانين بيئية على المستوى الوطني.
تتعاون وزارة البيئة مع السلطات المحلية والوطنية عند تنفيذ هذه القوانين. تعمل وزارات الصحة العامة والموارد المائية والكهربائية ومجلس التنمية والتعمير بانتظام مع وزارة التربية والتعليم لضمان المتابعة العامة لجميع اللوائح الحالية. بالإضافة إلى ذلك، يتطلب تداخل الاختصاص في القضايا البيئية أن تتعاون وزارة التربية على مستوى ما مع جميع الوكالات الحكومية اللبنانية. مثال على هذا التعاون يحدث خلال تخطيط السياسات الموجه إلى القطاع الصناعي في لبنان. في حين أن وزارة الصناعة مسؤولة عن تسجيل وترخيص المنشآت الصناعية، فإن وزارة البيئة مكلفة بالموافقة على جميع المنشآت. وزارة التربية مسؤولة أيضًا عن مراقبة مستويات التلوث وإطلاق حملات التوعية. تتطلب القضايا الواسعة مثل التنمية الصناعية التعاون بين فروع حكومية متعددة، من أجل الوصول إلى تدابير سياسية شاملة.

## دور المنظمات غير الحكومية
تعمل المنظمات غير الحكومية البيئية في لبنان منذ أوائل السبعينيات، قبل إنشاء وزارة البيئة لمدة عقدين تقريبًا. ومع ذلك، بحلول عام 1975، دخلت البلاد في حرب أهلية، وظلت في حالة صراع حتى عام 1990، مما تسبب في تباطؤ النمو في القطاع البيئي. خلال أوائل الثمانينيات من القرن الماضي، كانت أنشطة المنظمات غير الحكومية نظرية إلى حد كبير، حيث تضمنت دراسات ودراسات حالة عن النظم الإيكولوجية المحلية. وفي الوقت نفسه، كانت جهود الحفاظ على البيئة ضئيلة للغاية، حيث أن الحرب جعلت اهتمام الجمهور بالبيئة ترفًا. في أواخر الثمانينات فقط، مع تراجع القتال وبدأ الوعي البيئي في الظهور، استأنف تطور المنظمات غير الحكومية. بحلول عام 1990، كان هناك حوالي 40 مؤسسة في جميع أنحاء لبنان تعاملت مع القضايا البيئية، وفقًا لسجلات الأمم المتحدة.
بسبب الآثار المدمرة للحرب الأهلية، تم تأسيس العديد من أقدم المنظمات غير الحكومية التي ما زالت قائمة حتى اليوم خلال الثمانينات. ويشمل ذلك لجنة أصدقاء سيدار فورست (CFC)، وجمعية حماية الطبيعة في لبنان (S P N L)، التي تأسست في عامي 1985 و 1986 على التوالي. في عام 1994، أنشأت ثماني منظمات غير حكومية، من بينها CFC و S P N L، المنتدى البيئي اللبناني، وأصبحت منظماتها الأعضاء. يضم المنتدى البيئي اللبناني (L E F) 46 منظمة محلية وينسق المنظمات غير الحكومية البيئية الموجودة في لبنان، بالإضافة إلى تشجيع إنشاء منظمات غير حكومية جديدة. تقوم L E F حاليًا بمشاريع مثل إعادة التحريج وإنشاء المعابد وحملات التوعية لحماية البيئة. بالإضافة إلى ذلك، تعقد المنظمات الأعضاء اجتماعات تنسيق شهرية مع وزارة البيئة، وتشارك مع الحكومة في عقد ورش عمل وندوات بيئية.
تساعد كل من المنظمات غير الحكومية الوطنية والدولية الفرع التنفيذي للحكومة اللبنانية في تنفيذ السياسات البيئية. على المستوى الوطني، تتعاون أكثر من خمسين منظمة غير حكومية تعتمد على البيئة مع وزارة البيئة، بما في ذلك جمعية حماية الطبيعة في لبنان، ورابطة الخط الأخضر. تقوم المنظمات غير الحكومية الدولية، وخاصة المؤسسات التي تتخذ من الأمم المتحدة مقراً لها، بتمويل المبادرات البيئية التي تقوم بها وزارة البيئة، ورصد الالتزام الوطني بالقانون الدولي.

## منظمات غير حكومية لبنانية مهمة

### المنظمات غير الحكومية الوطنية
| المنظمات غير الحكومية               | الأهداف |
| ----------------------------------- | --- |
| جمعية أرز الشوف                     | إدارة محمية أرز الشوف الطبيعية؛ القيام بمشاريع بحث ومراقبة منتظمة؛ تشجيع السياحة البيئية وبرامج التنمية الريفية. |
| جمعية تنمية الغابات وصيانتها (AFDC) | تشجيع أساليب الحفظ المجتمعية؛ تعزيز بناء القدرات وتوعية الجمهور في المجالات المتعلقة بالبيئة؛ الضغط من أجل التغييرات في السياسة البيئية. |
| جمعية حماية جبل موسى (APJM)         | إدارة هيئة محمية جبل موسى التابعة لليونسكو. وتتمثل مهمتها في الحفاظ على التراث الطبيعي والثقافي الفريد لمحمية جبل موسى للمحيط الحيوي وتسليط الضوء عليه، وتمكين المجتمعات المحلية من تحقيق التنمية الاجتماعية والاقتصادية المستدامة بشكل جماعي، وبناء شراكات فعالة مع أصحاب المصلحة المحليين والدوليين. |
| لجنة أصدقاء غابة الأرز (CFC)        | الضغط من أجل التشريعات الحكومية التي تصر على حماية غابات الأرز والحفاظ عليها. |
| جمعية الخط الأخضر                   | تعزيز الوعي البيئي؛ توثيق التهديدات البيئية "من أجل مواجهتها بشكل أفضل." |
| جمعية حماية الطبيعة في لبنان (SPNL) | حماية وصون الطبيعة والطيور والتنوع البيولوجي في لبنان؛ تشجيع الاستخدام المستدام للموارد بين المواطنين من خلال إحياء مفهوم الهمة. |

### المنظمات غير الحكومية الدولية
| المنظمات غير الحكومية                  | المسؤوليات |
| -------------------------------------- | --- |
| برنامج الأمم المتحدة للبيئة (UNEP)     | تقييم الظروف والاتجاهات البيئية العالمية والإقليمية والوطنية؛ تطوير وتعزيز أدوات التخفيف للإدارة الحكيمة للبيئة.                                                                        |
| الاتحاد الدولي لحفظ الطبيعة (IUCN)     | إجراء مشاريع الحفظ في جميع أنحاء العالم على الصعيدين الوطني والمحلي؛ تشجيع وتسهيل البحث العلمي؛ التأثير على القوانين والسياسات البيئية الدولية بالقوة الجماعية لأكثر من 1200 منظمة عضو. |
| أصدقاء الجبل اللبناني اللبناني (AFLMT) | تعزيز العلاقات بين 80 مجتمعًا من أصول لبنانية وغير لبنانية |

## مسائل
تم تحديد العديد من الموضوعات ذات الأولوية العليا من خلال الدراسات الدولية التي تتناول حالة البيئة في لبنان. إن تقييم السياسة لعام 1997 الذي أجرته الوكالة الأمريكية للتنمية الدولية يعزل التخلص من النفايات الخطرة والسامة وسوء نوعية الهواء في المناطق الحضرية وتدهور المناطق الساحلية وتآكل التربة باعتبارها أكثر القضايا البيئية إلحاحًا التي تواجه لبنان. عند تقييم حالة البيئة اللبنانية بعد عقدين من الزمن، أعلن البنك الدولي أن «لبنان لا يزال في مرحلة مبكرة من انتقاله إلى الاستدامة البيئية.»  لا يزال التخلص غير السليم من النفايات يمثل مشكلة في لبنان، حيث تستخدم البلديات أكثر من 700 مقالب مفتوحة. أدت حرائق الغابات الأخيرة إلى تفاقم الخفض الحالي للتغطية الحرجية، مما ساهم في فقدان التنوع البيولوجي. مع أخذ هذه القضايا في الاعتبار، حددت وزارة البيئة عدة قطاعات لإطلاق التشريعات اللازمة لتغير المناخ. وتشمل هذه التقسيمات الفرعية للطاقة والنقل والزراعة ومياه الصرف الصحي في لبنان.

## السياسات والاتفاقات الهامة
صدق لبنان على العديد من الاتفاقيات الدولية منذ تشكيل وزارة البيئة عام 1992. في ديسمبر 1994، صادق لبنان على اتفاقية الأمم المتحدة الإطارية بشأن تغير المناخ (U N F C C C)، على سبيل المثال، وفي نوفمبر 2006، انضم لبنان إلى بروتوكول كيوتو. تمشيا مع الاتفاقات المبرمة مع الأمم المتحدة، أعد لبنان اتصالات منتظمة لاتفاقية الأمم المتحدة الإطارية بشأن تغير المناخ تتناول حالة البيئة في البلاد. تم نشر أول هذه الاتصالات في عام 1995، تليها رسالة ثانية في عام 2011. الاتصال الثالث من المقرر بحلول نهاية عام 2015.

## طالع
- كهوف ومغارات لبنان
- سياحة شاطئية في لبنان
- التصحر في لبنان